# Блек метал
Блек метал је један од екстремних поджанрова хеви метала чије карактеристике, између осталог, укључују брз темпо свирања и вриштећи или крештећи стил певања. 
Почеци блек метала налазе се 80-их година прошлог века развивши се из треш метала. Такозвани први талас је обухватао бендове попут Венома, Батори, Хелхамера и Селтик Фроста. Други талас бендова се појавио почетком 90-их година, чији су зачетници и популаризатори били норвешки бендови као што су Мејхем, Бурзум, Дарктрон, Имортал, Емперор, Сатирикон и Горгорот који су својом музиком и стилом помогли развитку блек метала као поджанра, инспиришући сцене из других држава у Европи и Северној Америци.
Блек метал је наишао на углавном негативне реакције мејнстрим културе, углавном због мизантропских и антихришћанских идеологија многих музичара. Неки од њих су чак и повезани са спаљивањем цркава, убиствима и/или Националним Социјализмом. Из ових, мада и неких других разлога, блек метал се често сматра андерграунд врстом музике.

## Карактеристике
Што се тиче саме музике она је често брзог темпа, док су вокали неразумљиви и блиски вриштању. Лоша продукција је у почетку била само последица ниског буџета блек метал извођача, али се овај lo-fi стил одржао упркос могућности да се повећа квалитет продукције. Наводно, то је да би музика звучала хладније, а најбољи пример је Дарктронов „Transilvanian Hunger“ албум.
Тема којом се блек метал најчешће бави је супротстављање хришћанству и другим религијама. Стога многи музичари у својим песмама говоре о атеизму, антитеизму, паганизму и сатанизму. Друге теме које су заступљене су депресија, нихилизам, мизантропија и смрт, а нешто ређе и зима, природа, митологија и фантастика.
За разлику од других жанрова, блек метал бендови углавном немају концерте, јер се углавном састоје од само једног члана. Међутим, они који ипак држе концерте то чине на врло контроверзан начин користећи животињске главе набијене на коце, средњовековно оружје итд. Чланови бенда су обично обучени у црно и носе разноразни накит са бодљама и сл. и изокренуте крстове и пентаграме да би показали свој антихришћански или антирелигијски став. Најпрепознатљивији су ипак по корпспеинту (енгл.corpsepaint) - црно-белој шминки (понекад с правом или вештачком крвљу) којом желе да постигну изглед лешева.

## Први талас
Првом таласу припадају бендови који се сматрају зачетницима блек метала, али је њихова музика још увек потпадала под категорије спид или треш метала. 
За термин блек метал је заслужна британска група Веном и њихов албум „Black Metal“. Иако је са данашње тачке гледишта овај албум рани пример треш метала, антихришћанске и сатанистичке теме, ло-фи продукција и псеудоними које су чланови бенда користили га чине другачијим од осталих бендова тога времена и као такав је имао велики утицај на појаву блек метала. 
Још једна значајна група била је Батори из Шведске, који је основао певач и гитариста Квортон. Поред већ поменуте продукције и текстова са сатанистичком и касније паганском тематиком, Батори је такође укључио и вриштећи стил певања, који је касније постао заштитни знак жанра.
Као специфичан пример издваја се и група Мерсифул Фејт из Данске, јер иако њихова музика много више потпада под категорију традиционалног хеви метала, били су значајни по сценском наступу њиховог фронтмена Кинг Дајмонда, са његовом црно-белом шминком која је била претходница ономе што ће се касније називати корпспејнт.
Остали бендови који су на неки начин допринели развитку блек метала су Хелхамер и Селтик Фрост из Швајцарске, Содом и Дистракшн из Немачке, као и Булдозер из Италије, Торментор из Мађарске, Рут и Мастер'с Хамер из Чешке, Саркофаго из Бразила и Бласфеми из Канаде. 

## Други талас
Други талас блек метала се појавио почетком 90-их година прошлог века. Од 1990. до 1994. године велики број норвешких извођача, међу којима су били Мејхем, Бурзум, Имортал, Дарктрон, Сатирикон, Енслејвд, Емперор, Торнс, Илдјарн, Горгорот, Улвер и Карпатиан Форест, почео се бавити овим жанром. Неки од њих су били одговорни за спаљивање цркава и убиства. У музичком смислу, у овом периоду се блек метал издвојио из треш метала, а агресивна антихришћанска осећања су постала нешто што сваки бенд који себе сматра блек металом мора да изрази на неки начин.
Други талас је инспирисао многе бендове. У Шведској су то били Мардук, Дисекшон, Лорд Билајл, Дарк Фјунерал, Арканум, Нифелхајм и Абруптум, док су у Финској Бехерит и Импејлд Назарин свирали мешавину блек и дет метала. Из Пољске су значајни Грејвланд и Бехемот, а у Француској се појавила група музичара познатих као Les Légions Noires, међу којима су били Мјутилејшон, Влад Цепеш, Белкетре и Торгајст.

## Блек метал у Србији
У Србији, следећи бендови изводе блек метал:
- May Result
- The Stone
- Oksanat
- Wolf's Hunger